# Goniurosaurus kwanghua
Espèce
Goniurosaurus kwanghua est une espèce de geckos de la famille des Eublepharidae.

## Répartition
Cette espèce est endémique de l'ile de Hainan en Chine

## Description
Il s'agit d'un gekko d'une taille totale d'environ 130,7mm et d'une queue d'environ 40,5mm son corps est recouvert d'écaille noires avec 4 bandes blanches sur la largeur de son corps.

## Étymologie
Le nom spécifique de cette espèce vient de l'Université Kwang Hua a Shangaï

## Publication originale
- (en) Xiao-Yu Zhu, Chu-Ze Shen, Yun-Fei Liu, Lin Chen, Zheng Li & Zhu-Qing He « A new species of Goniurosaurus from Hainan Island, China based on molecular  and morphological data (Squamata: Sauria: Eublepharidae) », ResearchGate, Magnolia Press, vol. 4772, no 2, 8 mai 2020, p. 349–360 (Texte intégal)